# Yui Ishikawa
Yui Ishikawa (jap. 石川 由依 Ishikawa Yui) (ur. 30 maja 1989 w Osace) – japońska seiyū, związana z Sunaoka Office. Zdobywczyni Seiyū Awards. Poza dubbingiem, zajmuje się śpiewaniem, baletem klasycznym i jazzem.

## Role
Ważniejsze role w anime:
- Heroic Age – Dhianeila Y Leisha Altoria Ol Yunos
- Brama piekieł – Tanya
- Atak Tytanów – Mikasa Ackermann
- Gundam Build Fighters – China Kousaka
- Aikatsu! – Hinaki Shinjo
- Fate/Extra Rasuto Ankōru – Hakuno Kishinami
- Violet Evergarden – Violet Evergarden
- Azūru Rēn – USS Enterprise (CV-6)
- Toropikarūju! Purikyua – Minori Ichinose/Cure Papaya

### Film
- Koe no katachi – Miyoko Sahara

## Nagrody
- Nagroda Seiyū (2014) w kategorii najlepsza aktorka drugoplanowa za dubbing postaci Mikasy Ackermann (Atak Tytanów)[3]